# El supermercado de las sectas
El supermercado de las sectas (Der Supermarkt der Sekten) ist ein religionskritisches Werk des Mexikaners Rius (1934–2017), worin der Autor seinen Standpunkt zu den „Sekten“ darlegt (ein Wort, dessen Bedeutung hier dieselbe ist wie die sarkastische Bezeichnung für Religion), indem er sie benennt und beschreibt.

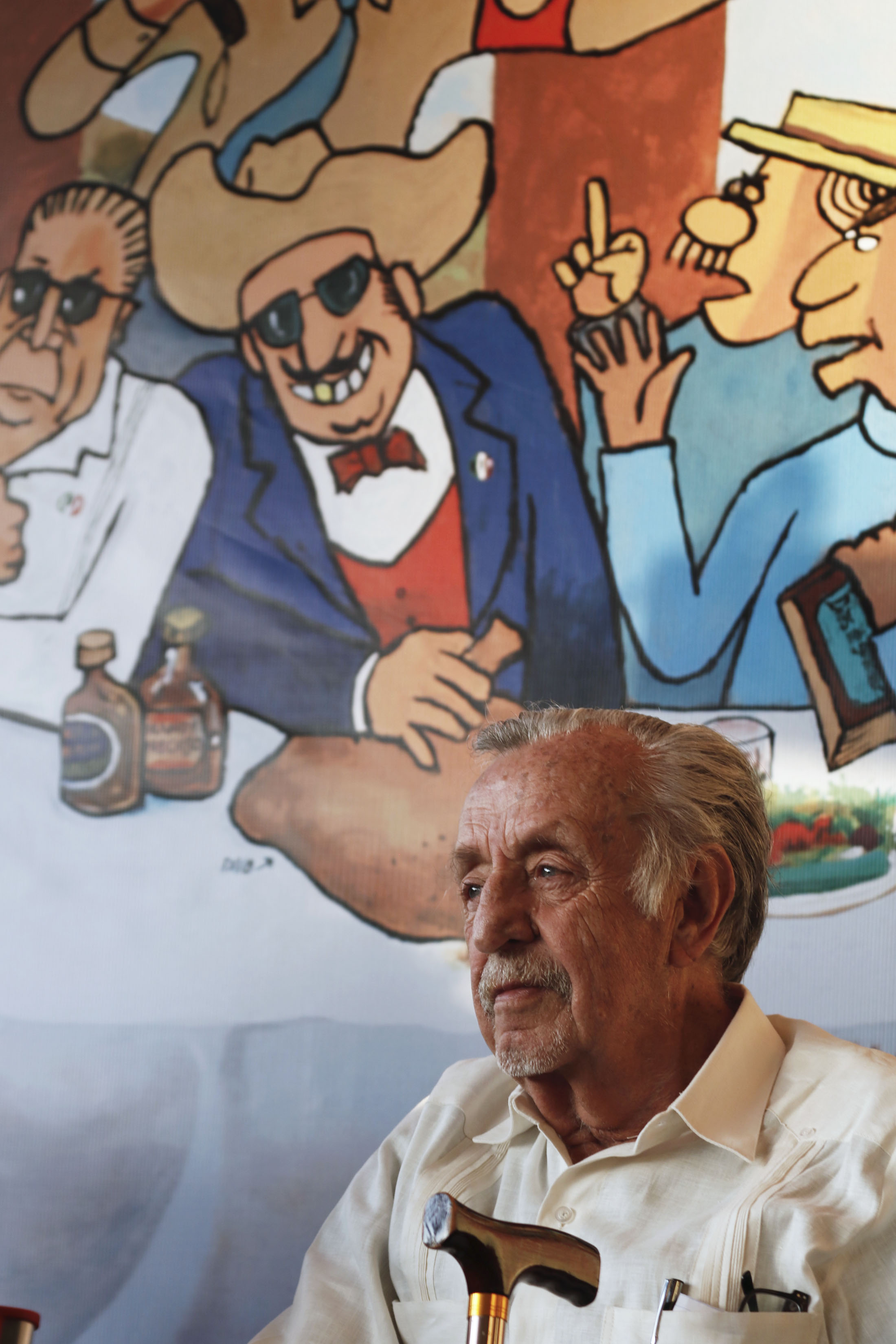
Rius im Jahr 2016

## Beschreibung
Rius versucht mit diesem 1999 zuerst erschienenen Buch in der Form eines Sachcomics, seinen Lesern ein wirksames Gegenmittel an die Hand zu geben, um nicht in die Fänge von «iluminados, escogidos de Dios o extraterrestres» (deutsch: „Illuminaten, Auserwählten Gottes oder Außerirdischen“) zu geraten, einer Gefahr eines pseudospirituellen Fanatismus, von der der Autor meint, dass niemand vor ihr sicher sei. Sein Buch, schreibt Rius, «intenta desenmascarar a las sectas, sean budistas, católicas, protestantes o mexicanas, y liberar de telarañas a los ingenuos e ingenuas (sobre todo) que andan "a la búsqueda del camino de la luz» (deutsch: „versucht, die Sekten zu entlarven, seien sie nun buddhistisch, katholisch, protestantisch oder mexikanisch, und die Naiven (vor allem), die ‚auf der Suche nach dem Weg des Lichts‘ sind, von Spinnweben zu befreien.“) Nach seinen Worten wurde die ganze Welt in den damals zurückliegenden letzten dreißig Jahren von einer noch nie dagewesenen Suche nach spiritueller Erfahrung erschüttert. Sowohl die Völker, die lange Jahre unter dem materialistischen Sozialismus gelitten hätten, als auch die freien Nationen, die dem egoistischen Wohlstand verhaftet seien, hätten ein Wiederaufleben der ewigen Tendenz der menschlichen Seele zur Transzendenz erlebt.
Das Werk ist das Ergebnis seriöser Recherchen und es seziert zunächst die Täuschungsmechanismen, mit denen Gurus, Pastoren, "spirituelle Meister" usw. ihre Klientel täuschen. Auch katholische Sekten bedienen sich dieser Mechanismen, denn, wie Rius zeigt, sind die wichtigsten Sektengruppen innerhalb der etablierten Religionen selbst zu finden; im katholischen Fall stechen das Opus Dei und die Legionäre Christi von Marcial Maciel (1920–2008) hervor.
Seine Untersuchung versucht, viele Sekten abzudecken, die sich in der heutigen Welt ausgebreitet haben und unter naiven und wohlmeinenden Menschen Unheil anrichteten.
Wie alle Bücher von Rius ist es auf einfache und humorvolle Weise geschrieben, mit der Absicht zu lehren und zu unterhalten. Es ist jedoch sehr gut dokumentiert und enthält Daten, Namen, besondere Merkmale und historische Fakten.
Rius übt darin scharfe Kritik an den neuen 'Religionen', die seiner Meinung nach nur das Ziel verfolgen, ein großes Geschäft zu machen.
Seinen „sehr persönlichen Prolog“ beginnt Rius mit den Worten: spanisch Un muy personal PROLOGO:

„Ich hatte mich noch nicht von meiner Geburt erholt, da war ich schon - unfreiwillig - in eine Sekte eingetreten: Meine Eltern hatten beschlossen, dass ich mein Leben als Katholik beginnen sollte, und nach meiner Erstkommunion beschloss meine Mutter, uns drei Kinder in das Salesianerseminar (eine andere Sekte) zu schicken, aus dem ich zum Glück für die Kirche schmachvoll als Ungläubiger entlassen wurde. Dann, mit dem Verstand auf meiner Seite, schloss ich mich der Sekte an, die sich Kommunistische Partei Mexikos nennt, aus der ich 1968 austrat, als die marxistische Hierarchie in Prag einmarschierte. Seitdem bin ich keiner anderen Sekte mehr beigetreten.
Aber die Sekten sind in mein Leben getreten ….“